# Грищенко Степан Степанович
Степа́н Степа́нович Гри́щенко (* 5 червня 1936, село Гнідинці Варвинського району Чернігівської області) — український співак (тенор). Народний артист УРСР (1978).

## Біографія
Степан Степанович Грищенко народився 5 червня 1936 року в селі Гнідинці Варвинського району Чернігівської області.
У 1960—1972 роках був солістом-вокалістом Капели бандуристів УРСР. 1963 року став членом КПРС. 1966 року закінчив Київську консерваторію (в О. Степанової).
Від 1975 року соліст ансамблю пісні й танцю Київського військового округу (від 1993 року — Збройних Сил України). 1978 року Грищенку надали звання народного артиста УРСР.
У репертуарі співака — арії з опер і романси українських, російських і західноєвропейських композиторів, народні пісні, твори радянських композиторів.